# Ryjówka pazurzasta
Ryjówka pazurzasta (Sorex unguiculatus) – gatunek ssaka z rodziny ryjówkowatych, blisko spokrewniony z ryjówką średnią. Zamieszkuje obszary w Azji Wschodniej. Prowadzi samotny, terytorialny tryb życia. Wydaje rocznie 3 mioty. Nie zagraża mu wyginięcie.

## Genetyka
Kariotyp ryjówki pazurzastej obejmuje diploidalną liczbę 42 chromosomów, tak samo jak w przypadku ryjówki średniej czy szinto. Wedle pierwszych badań kariotyp przedstawia się dokładnie tak samo jak w przypadku ryjówki szinto. Pary od 1 do 9 stanowią duże chromosomy metacentryczne bądź submetacentryczne, ponumerowane wedle zmniejszającej się wielkości. Tak więc największe są pary 1 i 2, są to chromosomy metacentryczne i morfologicznie nie można ich odróżnić, metacentryczna jest też para 4. Natomiast pary 3, 5 i 8 są submetacentryczne. Para 5 wybarwia się podobnie jak u ryjówki smukłej Kolejne 9 par chromosomów jest telocentrycznych. Można wyróżnić większe chromosomy par 10-12 i mniejsze kolejnych par, z względnie większym ramieniem krótkim. Para 16 jest także submetacentryczna, w odróżnieniu od teleocentrycznych 17 czy 19. Para 17 ma satelity, jeszcze wyraźniejsze w parze 20, w przypadku której duże satelity widnieją na końcu ramienia p, podobnie jak w parze 19. Satelity te funkcjonują jako aktywne NOR. Jednak późniejsze prace wykazały, że liczba fundamentalna zależy od populacji. Na Dalekim Wschodzie wynosi ona 68, natomiast na Hokkaido 70. Na Dalekim Wschodzie kariotyp obejmuje ogólnie 13 par autosomów metacentrycznych bądź submetacentrycznych, którym towarzyszy 7 par akrocentrycznych. Na Hokkaido występuje jedna para więcej chromosomów metacentrycznych bądź submetacentrycznych, wobec czego liczba autosomów akrocentrycznych wynosi 6. Oba chromosomy płci prezentują się akrocentrycznie, jednak chromosom X jest znacznie większy od chromosomu Y. Genetyka gatunku nie odzwierciedla jego rozmieszczenia geograficznego.

## Budowa
Ryjówka pazurzasta należy do największych przedstawicielek swojego rodzaju. Głowa i tułów mają długość od 7 do 9,1 cm, a więc nieco większą niż u ryjówki szinto, ryjówki równozębnej czy ryjówki średniej. Długość ogona wynosi od 4 do 5,5 cm, podobnie jak u ryjówki szinto, długość ta stanowi ponad połowę długości głowy i tułowia. Tylna stopa mierzy od 1,2 do 1,4 cm, trochę więcej niż u ryjówki szinto, ale mniej niż u ryjówki równozębnej. Masa ciała osiąga od 6,9 do 15 g, a więc zwierzę jest cięższe od ryjówki szinto, ryjówki średniej, ale już nie równozębnej. Ciężarna ryjówka pazurzasta ważyć może nawet 17 g.
Ubarwienie ciała jest dwukolorowe. Barwa grzbietu zależy od wieku zwierzęcia. Osobniki stare, które już zimowały, mają grzbiet ciemnobrązowy, podczas gdy u młodszych jest on jaśniejszej barwy brązu. Boki ciała są jaśniejsze od grzbietu, kolor płynnie przechodzi zarówno w kierunku dorsalnym, jak i wentralnym. Barwa brzucha również zależy od wieku. Szary bądź szarobrązowy u zwierząt starszych, u młodocianych zabarwiony jest na czerwonawy odcień ciemnej szarości. Ogon także jest dwukolorowy.
Kończyny przednie kończą się dobrze rozwiniętymi pazurami o długości do 0,5 cm, a więc większej, niż u innych ryjówek.

## Systematyka
Nowy gatunek opisany został przez George'a Edwarda Dobsona w 1890. Jako miejsce typowe autor podał Saghalien Island, współcześnie znaną jako wyspa Sachalin, oraz Nikołajewsk u ujścia rzeki Amur.
Przeprowadzone badania genetyczne, dotyczące zarówno DNA jądrowego, jak i mtDNA, wskazały na bliskie pokrewieństwo ryjówki pazurzastej i ryjówki średniej, Sorex caecutiens, oraz kilku innych gatunków (ryjówka szinto, ryjówka chińska). Tworzą one grupę ryjówki średniej, caecutiens group. Wraz z kilkoma innymi grupami gatunków oraz gatunkami nieobjętymi żadną grupą zalicza się ona do podrodzaju Sorex Sorex, jednego z dwóch podrodzaju w rodzaju Sorex, zwanym po polsku ryjówką. Jest to jedyny rodzaj umieszczany w plemieniu Soricini, czyli ryjówki. Plemię to wraz z plemionami Blarinini, Blarinellini, Anourosoricini, Notiosoricini i Nectogalini należy z kolei do podrodziny Soricinae, jednej z trzech podrodzin rodziny ryjówkowatych Soricidae, obejmującej także podrodziny Crocidurinae i Myosoricinae.
Nie wyróżnia się podgatunków.

## Tryb życia i cykl życiowy
Zwierzę żyje samotnie, wykazuje terytorializm. Samice są bardziej terytorialne niż samce, które jednak zajmują większe powierzchnie. Średnie terytorium mierzy 188,3 m². Jak i inne ryjówkowate, ryjówka pazurzasta wykazuje wielofazowy cykl aktywności. Jednak jest aktywna krócej niż jej liczne inne krewniaczki. Szczyt aktywności przypada na początek i koniec nocy na Hokkaido, natomiast w Kraju Nadmorskim na początek dnia.
Ryjówka pazurzasta nie rozmnaża się jesienią pierwszego roku życia. Osiąga dojrzałość płciową dopiero wiosną drugiego roku, ale przystępuje do rozrodu wcześniej niż inne ryjówki, rozpoczynając sezon rozrodczy w kwietniu. Czyni tak przynajmniej na południu swego zasięgu występowania, w obwodzie amurskim rozmnaża się tylko latem, podobnie w Kraju Chabarowskim. Samica, zazwyczaj narodzona w poprzednim roku, rodzi od dwóch do trzech miotów na kontynencie, na wyspach niekiedy aż 4 razy. Liczba młodych w miocie także różni się zależnie od miejsca. W Kraju Nadmorskim wydaje na świat od 3 do 6 noworodków ze średnią 5,2. Na Hokkaido rodzi od 4 do 8 młodych, średnia 5,6. Największą rozpiętość od 1 do 9 noworodków odnotowano w Kunaszyrze, gdzie średnia wyniosła 5,3. Pierwsze osobniki młodociane zaczynają niezależne życie już w maju. Rozród kończy się zależnie od miejsca. Na Hokkaido trwa do listopada, podczas gdy w Kraju Nadmorskim we wrześniu.
Długość życia tych ssaków na wolności trwa 1 rok. Zwierzęta tego gatunku nie przeżywają więcej niż jednej zimy.

## Rozmieszczenie geograficzne
Ryjówka pazurzasta występuje na wschodzie Azji. Na kontynencie spotyka się ją na Dalekim Wschodzie od Władywostoku do Amuru i w Mongolii Wewnętrznej, na wschodzie. IUCN podaje też Heilongjiang, którego nie wymienia Handbook of the Mammals of the World. Zasiedla ponadto południowe Wyspy Kurylskie i Hokkaido na północy Japonii. Badania genetyczne wskazują na pojedynczą migrację na Hokkaido. IUCN dodatkowo podaje także mniejsze japońskie wyspy Rebun, Rishiri, Teuri, Moyuyuri, Yagishiri i Daikoku. Prawdopodobnie występuje też na Półwyspie Koreańskim, IUCN wymienia wśród krajów jego zasięgu Koreę Północną, dokładniej północny wschód tego państwa.

## Ekologia
Siedliskiem ryjówki pazurzastej są wedle IUCN ogólnie lasy i tereny trawiaste. Podaje, że na terenach trawiastych i łąkach gatunek ten może występować obficie. Nie zgadza się z tym Handbook of the Mammals of the World, wskazując, że unika ona nawet lasostepów. W przypadku lasów ogranicza się ona w zasadzie do bogatych lasów szerokolistnych i cedrowo-szerokolistnych, okazjonalnie spotyka się ją w lasach porastających tereny zalewowe. Wymaga obfitej ściółki. Zamieszkuje zarówno obszary nisko położone, jak i górskie.
Pożywienie ryjówki pazurzastej stanowią w pierwszej kolejności Lumbricina. Drugie miejsce zależy już od regionu. Na Hokkaido są to mięczaki i gąsienice, w Kraju Nadmorskim zaś chodzi o wije. IUCN wymienia też ślimaki i inne owady.
Wśród pasożytów wymienia się nicienia Parastrongyloides winchesi oraz Syphacia, prawdopodobnie Syphacia emileromani, aczkolwiek w tym przypadku ryjówki były przypadkowym żywicielem pasożyta myszy po spożyciu jego zwłok. W jamie nosowej znaleziono też larwy Rahbditidae.

## Zagrożenia i ochrona
IUCN nie podaje całkowitej liczebności gatunków, jednak trend wydaje się stabilny. W Chinach gatunek występuje obficie, w Rosji jest pospolity, gdzieniegdzie występuje obficie, na Hokkaido również występuje pospolicie. Jest dominującą ryjówką poza zachodnią częścią swego zasięgu, gdzie stanowi rzadkość, a w obwodzie amurskim figuruje nawet w Czerwonej Księdze. W Chinach ustępuje zwykle ryjówce równozębnej i ryjówce średniej. Nie ma istotnych zagrożeń dla dalszego istnienia gatunku. Zamieszkuje on liczne obszary chronione.